# Chondromorpha xanthotricha
Chondromorpha xanthotricha är en mångfotingart som först beskrevs av Carl Graf Attems 1898.  Chondromorpha xanthotricha ingår i släktet Chondromorpha och familjen orangeridubbelfotingar. Inga underarter finns listade i Catalogue of Life.